# Caladenia ornata
Caladenia ornata é uma espécie de orquídea, família Orchidaceae, de Victoria, na Austrália, onde cresce isolada, em grupos pequenos, ocasionalmente em touceiras, em charnecas, florestas de eucaliptos, e bosques. Apresentam calos com ápices grandes e globulares, os basais maiores e de cores diferentes dos distais. São plantas com uma única folha basal pubescente muito estreita e uma inflorescência rija, fina e pubescente, com até cinco flores pubescentes, com labelo trilobulado. Normalmente suas sépalas laterais e pétalas ficam todas dispostas para um mesmo lado como os dedos da mão.

## Publicação e sinônimos
- Caladenia ornata (Nicholls) D.L.Jones, Orchadian 13: 256 (2000).

Sinônimos homotípicos:
- Caladenia carnea var. ornata Nicholls, Victorian Naturalist 62: 61 (1954).
- Petalochilus ornatus (Nicholls) D.L.Jones & M.A.Clem., Orchadian 13: 410 (2001).